# Ярчук Теодор Іванович
Святий Теодор Ярчук (25 травня 1896, Іванків, Борщівського повіту, Австро-Угорська імперія — 8 жовтня 1940, Станіслав, УРСР) — засновник Української лютеранської церкви, місіонер і реформатор Української євангельської церкви Аугсбурзького сповідання і лютеранський пастор громади у Станиславові (нині Івано-Франківськ).

## Життєпис
Теодор Ярчук народився 25 травня 1896 року, в селі Іванків Тернопільського округу Австро-Угорщини (нині Борщівський район, Тернопільська область, Україна) і був молодшою дитиною в родині сільського війта Івана Ярчука та його дружини Анни.
Першу освіту Теодор отримав у гімназії Франца-Йосифа у Тернополі.
Теодор мріяв стати греко-католицьким священником, тому поїхав вивчати богослов'я до Української папської колегії святого Йосафата в Римі.
У 1926 році, приїхавши у відпустку до своєї нареченої — доньки диякона німецької лютеранської церкви Ольги Кісс, він, зайшовши в церкву і поспілкувавшись з доктором Теодором Цеклером, вирішив не повертатися до Риму і поїхав вивчати лютеранство до Німеччини. Він навчався в Тюбінгенському університеті й університеті Ерланген. Через деякий час Теодор попросив батька благословити його на служіння українським лютеранським душпастирем. Його племінниця — Марія Герасимів так згадує цей епізод:
|  | Батько: А в кого ж ті лютерани вірять? Теодор: В Бога Отця, і Сина, і Святого Духа. Батько: А в кого ж вони тоді не вірять? Теодор: У владу Папи Римського. Батько: І правильно роблять. Папа — не Бог, а людина. Благословляю тебе, сину. |

Таким чином, Теодор Ярчук став першим пастором Української євангельської лютеранської церкви Аугсбурзького сповідання в Станіславові.
До 1925 року окремої української церкви аугсбурзького сповідання не існувало. В 1925 році була створена Українська церковна рада, а з приходом Теодора Ярчука вона була перейменована в Українську євангельсько-аугсбурзьку місійну раду (Українська євангельсько-аугсбурзька місійна рада).
Теодор Ярчук всіляко пропагував ідею українізації лютеранства, зокрема він писав:
|  | Ми є українські євангеліки. Любимо наш нарід український і звичаї наших вітців. Мимо ріжних наклепів на нас... ми стремимо до духовної обнови українського народу на основі Правди Божественної Євангелії… Ми глядимо на геніїв українського народу Гр.Сковороду, П.Куліша, Т.Шевченка. |

3 квітня 1938 року, на вісімдесятому році померла мати пастора — Анна.
Восени 1939 року, після анексії Галичини Червоною армією, Ярчука заарештувало НКВС.
8 травня 1940 р. засуджений до розстрілу з конфіскацією майна, 4 жовтня 1940 р. страчений у Станіславі. Ольга Ярчук 13 квітня 1940 р. була виселена за межі України.

## Творчість
Теодор Ярчук вивчав праці Мартіна Лютера і чинив богословський вплив на інших пастирів Церкви.
Був редактором трьох церковних видань (двотижневика «Прозри», газети «Стяг» (заснована в 1931 році) і журнал для молоді «Новий Світ»).
Випустив українські переклади Малого катехізису і Аугсбурзького віросповідання (1933), редагував Український євангельський служебник (1933) та Український євангельський співаник, підготував до друку Український євангельський требник (1939), а також був автором декількох праць і брошур.

## Цікаві факти
- Українські лютерани, поряд з іншими святами, відзначають День Святого душпастиря Теодора Ярчука[2].

## Публікації
Неповний список:
- Апостол Петро. Станиславів, 1930
- Бери і читай! Станиславів, 1931
- Бичівники. Станиславів, 1931
- Вогонь на єретиків. Станиславів, 1931
- Ксьондзівські найми. Станиславів, 1931
- Проблески серед темної ночі. Станиславів, 1931
- Слідом за мною! Станиславів, 1931
- Чого вимагають від нас нинішні часи? Станиславів, 1932
- Український євангельський служебник (упорядник Теодор Ярчук). Станиславів. Накладом Української Єванг.-Авгсбурзької Місійної Ради. 1933[7]; «Український Євангельській Служебник» (упорядник Теодор Ярчук). Перевидання сучасою літературною мовою. Тернопіль. Lutheran Heritage Foundation. ПМП Фірма «Горлиця». 1998[1].
- Український євангельський співаник (упорядник Теодор Ярчук)[8].
- Євангельське пізнання віри (перекладач Теодор Ярчук). Станиславів. Накладом Української євангелицько-авгсбурзької місійної ради. 1933[1].
- Малий катахезис доктора Мартіна Лютера.
- «Хто такий Мартін Лютер?»[9] у співавторстві з Михайлом Гильтайчуком[1].